# Datana palmi
Datana palmi är en fjärilsart som beskrevs av William Beutenmüller 1890. Datana palmi ingår i släktet Datana och familjen tandspinnare. Inga underarter finns listade i Catalogue of Life.